# Walter Forward
Pour les articles homonymes, voir Forward.
Walter Forward, né le 24 janvier 1786 à East Granby dans l'État du Connecticut aux États-Unis, et mort le 24 novembre 1852 à Pittsburgh dans l'État de Pennsylvanie, est un  avocat et un homme politique américain. Il est le 15e secrétaire du Trésor des États-Unis du 13 septembre 1841 au 1er mars 1843. Walter est le frère de Chauncey Forward (en).

## Biographie
Né à East Granby, dans le Connecticut, il fréquente les écoles ordinaires. Après avoir déménagé avec son père à Aurora, dans l'Ohio, il s'installe à Pittsburgh, en Pennsylvanie, en 1803. Il y fit des études de droit et fut admis au barreau en 1806. Il a pratiqué à Pittsburgh et a également été rédacteur en chef du journal The Tree of Liberty pendant plus d'un an. Il a également siégé à l'Assemblée générale de Pennsylvanie.
En 1822, il a été élu au 17e Congrès pour combler la vacance causée par la démission d'Henry Baldwin, et a été réélu au 18e Congrès. Il a été un candidat à la réélection en 1824 au 19e Congrès.
Il a été membre de la Pennsylvanie convention constitutionnelle en 1837 et a joué un rôle important dans la création du Parti Whig des États-Unis dans les années 1830.
Forward était un partisan actif du billet de Harrison-Tyler à l'élection présidentielle américaine de 1840. En récompense, Forward s'est vu offrir le bureau du procureur des États-Unis pour le district ouest de la Pennsylvanie. Il a refusé cette nomination, mais le 6 mars 1841, il a été nommé par le président William Henry Harrison pour être le premier contrôleur du Trésor. Il a occupé ce poste jusqu'au 13 septembre 1841, date à laquelle il a été nommé 15e secrétaire du Trésor des États-Unis par le président John Tyler.
Pendant son mandat de secrétaire du Trésor, le système de trésorerie indépendant de 1840 est aboli et les fonds du gouvernement sont à nouveau déposés auprès des banques commerciales. Peu après son entrée en fonction, Millard Fillmore, alors président du House Ways and Means Committee des États-Unis, lui a demandé d'élaborer un plan pour augmenter le tarif, en réponse à la forte baisse des recettes causée par la panique de 1837. Il lui a également été demandé d'élaborer des plans pour un "Board of Exchequer" afin de recevoir et de distribuer les recettes douanières, étant donné que le système de trésorerie indépendant n'était plus en vigueur. En août 1842, un tarif fortement protecteur est adopté. Comme les frictions constantes avec le nouveau président ont entaché tout son mandat de secrétaire du Trésor, il quitte le cabinet de Tyler le 28 février 1843.
Après avoir quitté son poste au Cabinet, Forward reprit la pratique du droit à Pittsburgh jusqu'en 1849, date à laquelle il fut nommé chargé d'affaires au Danemark par le président Zachary Taylor. Il revient du Danemark en 1851 pour occuper le poste de président du tribunal de district du comté d'Allegheny.
Il est mort à Pittsburgh et est inhumé au cimetière d'Allegheny.

## Honneurs
Le canton de Forward Township dans le comté d'Allegheny porte le nom de Walter Forward, tout comme le garde-côte USCGC Forward (WMEC-911).